# Étang d'Alet
Pour les articles homonymes, voir Alet.
L'étang d'Alet est un lac situé dans les Pyrénées (massif du Cestescans) sur la commune d'Ustou, en Couserans (département de l'Ariège).

## Toponymie
Comme plusieurs lacs de montagne des Pyrénées ariègeoises, Alet est qualifié d'étang malgré son origine glacière et sa grande profondeur.

## Géographie

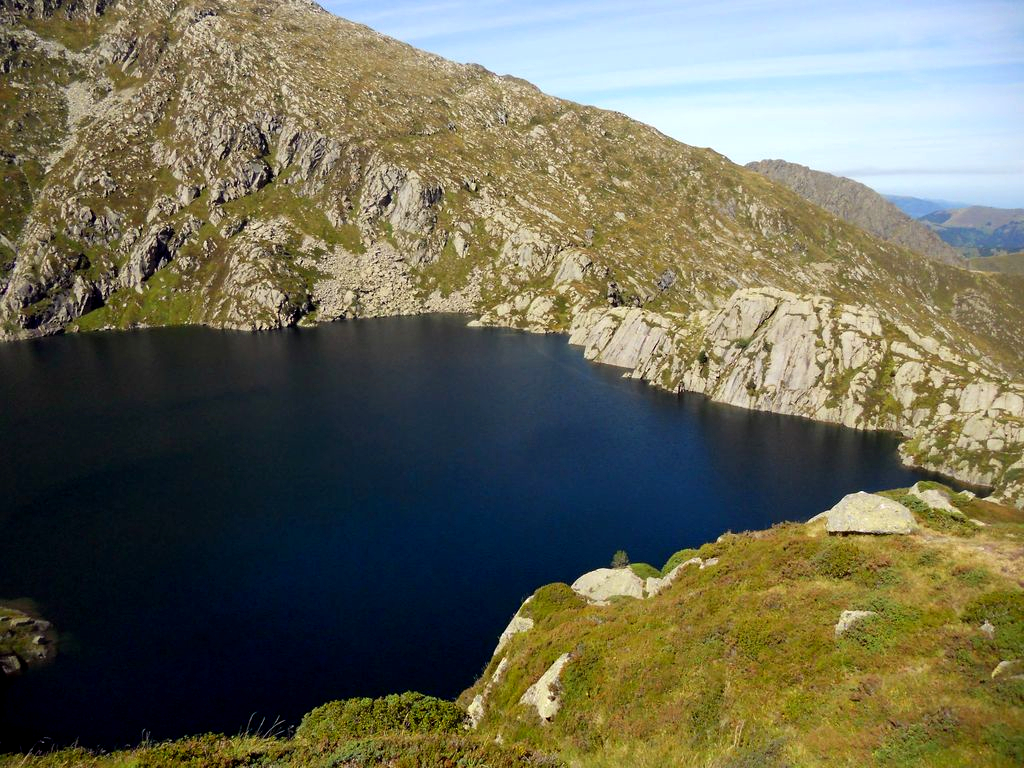

L'étang d'Alet est un lac naturel d'origine glaciaire, situé dans la vallée d'Ustou à 1 904 mètres d'altitude. Il a une superficie de 13 ha et avec une profondeur de 62 m, c'est l'un des lacs les plus profonds des Pyrénées.